# Kanton Bonneville
Bonneville is een kanton in het Franse departement Haute-Savoie. In 2018 had het kanton 54.605 inwoners en een oppervlakte van ruim 263 km².

## Gemeenten
Het kanton omvatte tot 2014 de volgende 13 gemeenten:
- Ayse
- Bonneville (hoofdplaats)
- Brizon
- Contamine-sur-Arve
- Entremont
- Faucigny
- Marcellaz
- Marignier
- Mont-Saxonnex
- Peillonnex
- Le Petit-Bornand-les-Glières
- Thyez
- Vougy

Na de herindeling van de kantons door het decreet van 13 februari 2014, met uitwerking op 22 maart 2015, waarbij onder andere alle gemeenten uit het opgeheven kanton Saint-Jeoire er werden aan toegevoegd, omvat het kanton volgende gemeenten:
- Arenthon
- Ayse
- Bonneville
- Brizon
- Contamine-sur-Arve
- Faucigny
- Fillinges
- Glières-Val-de-Borne
- Marcellaz
- Marignier
- Mégevette
- Onnion
- Peillonnex
- Saint-Jean-de-Tholome
- Saint-Jeoire
- Saint-Pierre-en-Faucigny
- La Tour
- Ville-en-Sallaz
- Viuz-en-Sallaz
- Vougy